# ミゾレヌマエビ
ミゾレヌマエビ（霙沼蝦、学名: Caridina leucosticta）は、十脚目（エビ目）ヌマエビ科に分類されるエビの一種。西日本の河川下流域に分布する淡水エビの一種である。

## 特徴
成体の体長はオス25mm、メス35mmほど。額角は長く、前方にまっすぐ伸びる。額角の鋸歯は上縁13-28（多くは18-20、先端に他と離れて1-2、複眼より後ろに0-4）、下縁に3-16（多くは8-9）である。体は前後に細長い紡錘形で、腹部中央がやや上方に湾曲し、腰が曲がる。歩脚は細く短い。尾節には3対の側棘と末縁に9棘がある。
若い個体やオスは体がほぼ透明で、複眼や内臓、消化物だけに色がついており、ガラス細工のような外見をしている。このため奄美大島では川辺で生芋を噛み砕いて水中に吐き出すとエビが寄り集まる上に食べた芋が体内で白く目立つことを利用して、水辺からも見つけやすくして、網で掬い獲る。テナガエビ類と同様に素揚げなどにして食用にされる。成熟したメスも体内は透明だが、表皮が緑灰色や灰褐色-黒褐色で、さらに体側に微小な白点が多数現れる。和名はこの白点を霙(みぞれ)
に例えたものだが、この白点は種特有ではなくツノナガヌマエビやヌマエビにも現れるので同定の手がかりにはならない。また他のヌマエビ類と同様に、メスの中には背筋に沿って太い白線が入るもの、さらに白線から左右に「ハ」の字型の枝分かれが数ヶ所現れるものがいる。
ヤマトヌマエビやトゲナシヌマエビは額角が短いこと、ヒメヌマエビは小型で額角の歯が複眼以後も5個以上続くこと、ミナミヌマエビは小型で体色もやや濁ること、ヌマエビは模様が違う点などから区別できる。ツノナガヌマエビやヌマエビは本種とよく似ていて同定が難しい。

## 生態
日本海側は新潟県以西、太平洋側は千葉県以西の本州、四国、九州、南西諸島に分布する。南方系の種類が多いヌマエビ類にあって九州以北でも個体数が多く、普通種として位置づけられる所が多い。
中流域から下流域に生息し、流れが速い上流域には見られない。流れが緩い区域の岩陰や水草、抽水植物の間にひそむ。食性は雑食性で、藻類、デトリタス、生物の死骸など何でも食べる。
繁殖期は春から夏にかけてで、交尾後にメスは長径0.4mmほどの楕円形の卵を500-6000個ほど産卵し、腹脚に抱えて孵化するまで保護する。孵化した子供はゾエア幼生の形態で、川の流れに乗って海へ下り、1ヶ月ほどプランクトン生活を送る。ミゾレヌマエビの幼生は他のヌマエビ類幼生に比べて体が細長く、半透明の白色をしている。幼生はデトリタスや他のプランクトンを捕食しながら成長し、稚エビへと変態して川を遡る。稚エビは水流があると頭を下げて脚を踏ん張り、流れに逆らう体勢をとる。川の遡上行動は夜間に見られ、流れの横の水が滴る程度の区域を列をなして遡る。また大雨等による増水時には遡上しない。
他のヌマエビ類と同様に、アクアリウムでの観賞用やタンクメイトとしても利用されるが、ヤマトヌマエビやトゲナシヌマエビに比べて長期飼育が難しい。また両側回遊を行って成長するため、幼生の成長には海水が必要である。